# Перссон, Эрик (футболист)
Эрик Перссон (швед. Erik Persson; 19 ноября 1909, Стокгольм — 1 февраля 1989, там же) — шведский футболист, хоккеист и игрок в хоккей с мячом. В качестве футболиста участвовал на чемпионате мира 1938 года и летних Олимпийских играх 1936 года.

## Биография

### Клубная карьера
В 1929 году Перссон присоединился к клубу АИК. Дебютировал в лиге Аллсвенскан 8 сентября 1929 года в матче с «Эргрюте» — АИК проиграл 1:2. В этом матче он забил свой первый гол в профессиональной карьере. В 1939 году вместе с Ове Андерссоном и Ингве Линдгреном забил 16 голов и трое футболистов по итогам сезона стали лучшими бомбардирами чемпионата страны. В составе этого клуба отыграл 13 сезонов и два раза в 1932 и 1937 годах становился чемпионом страны. Всего за АИК сыграл 222 матча и забил 112 голов.

### Карьера в футбольной сборной
Дебютировал за сборную Швеции 16 ноября 1930 года в товарищеском матче со сборной Австрии — Швеция проиграла 1:4. 23 сентября 1934 года в результативном матче со сборной Финляндии оформил хет-трик — Швеция проиграла 4:5.
Входил в состав олимпийской сборной на олимпийском футбольном турнире 1936 года, где сыграл в матче со сборной Японии — Швеция проиграла 2:3, а Перссон отметился двумя забитыми мячами.
В составе сборной Швеции принимал участие на чемпионата мира 1938 года, где сыграл в матче за бронзу против сборной Бразилии — Швеция проиграла со счётом 2:4 и по итогам турнира заняла четвёртое место. Всего за сборную Швеции сыграл 32 матча и забил 20 голов.

### Карьера в других видах спорта
Помимо футбола, Бергквист играл в хоккей с мячом и хоккей с шайбой. В составе сборной Швеции играл на чемпионате мира по хоккею 1937 года, где сыграл в 2 матчах. На клубном уровне в хоккее с шайбой играл за АИК.

### Смерть
Скончался 1 февраля 1989 года в Стокгольме в возрасте 79 лет.

## Достижения
АИК
- Чемпион Швеции (2): 1936/37, 1940/41